# Виллальфонсина
Виллальфонси́на (итал. Villalfonsina) — коммуна в Италии, располагается в регионе Абруццо, в провинции Кьети.
Население составляет 1007 человек (2008 г.), плотность населения составляет 111 чел./км². Занимает площадь 9 км². Почтовый индекс — 66020. Телефонный код — 0873.
Покровительницей коммуны почитается святая Ирина Солунская, празднование в первое воскресение после Пасхи. Также в коммуне почитают икону Божией Матери «Добрый совет», празднование 31 мая, 1 июня, и икону Божией Матери «Снежная», празднование 4, 5 августа.

## Демография
Динамика населения:

## Администрация коммуны
- Официальный сайт: http://www.comune.villalfonsina.ch.it/